# Aegotheles novaezealandiae
Aegotheles novaezealandiae — викопний вид дрімлюгоподібних птахів родини еготелових (Aegothelidae). Вид був ендеміком Нової Зеландії. Судячи з решток був досить поширеним на обох островах, але вимер до 1200 року. Причиною вимирання, ймовірно, стали завезені полінезійцями пацюки.

## Опис
Розрахункова вага птаха — 150—200 г, досить велика порівняно з сучасними видами. Маленьки крила вказують на те, що птах був поганим літуном, або взагалі не літав.